# Вокалізація птахів

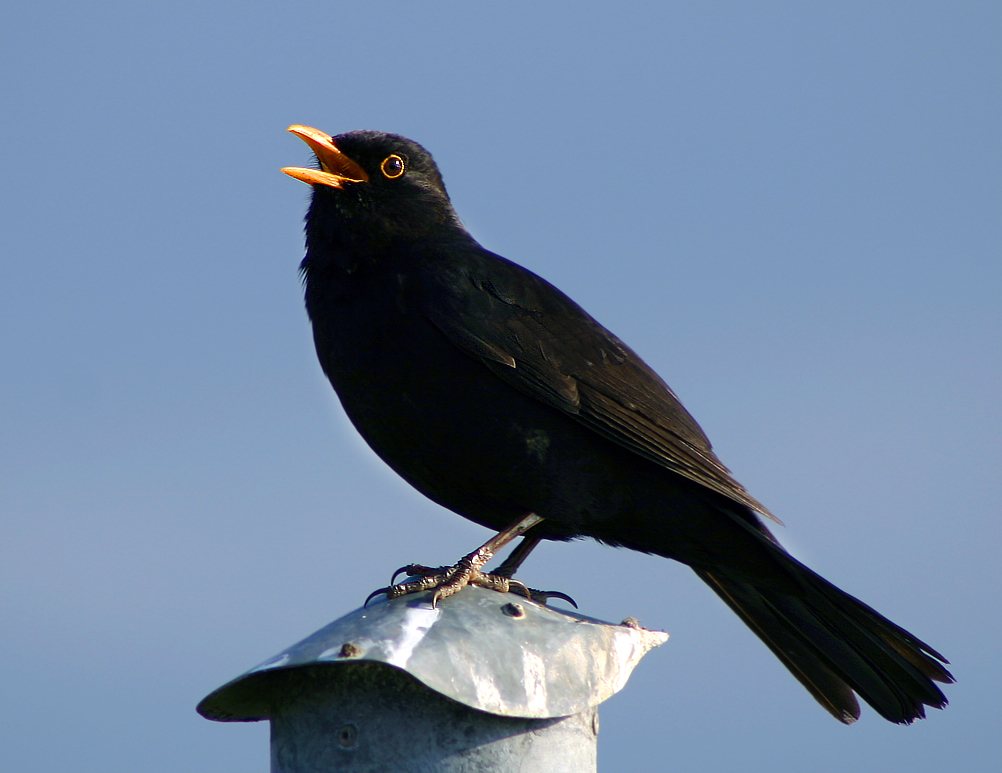
Самець чорного дрозда під час співу, Данія

Вокаліза́ція птахі́в — набір голосових звуків, які видають птахи. В орнітології поділяється на довгий спів і короткі голосові сигнали, різні за функціями: тоді як спів використовується переважно у статевій поведінці та для захисту території, голосові сигнали призначені переважно для комунікації, наприклад, заклику або повідомлення про небезпеку.
Переважна більшість звуків, що видаються птахами, є мелодійними для людського вуха, що, зокрема, обумовило їх вплив на розвиток музики.

## Визначення
Зазвичай, у вокалізації виділяють спів і голосові сигнали, відмінність між якими основується на модуляції, довжині та контексті звуків. Спів або пісня зазвичай довший та складніший і асоціюється зі шлюбною та територіальною поведінкою, тоді як голосові сигнали або поклики виконують функції попередження або утримання зграї разом. Інші джерела розрізняють їх, засновуючись на функції, у цьому разі короткі звуки, такі як воркування голубів та невокальні звуки, такі як дріб дятлів, а також свист при помахах крил, прирівнюються до співу. Ще інші автори вимагають від співу складної звукової картини та регулярності у часі, тобто картини, що визначає музику.
Спів найрозвиненіший у птахів ряду горобцеподібних, особливо підгрупи співочих птахів. Здебільшого він видається самцями, а не самками, хоча це не є правилом. Спів найчастіше видається на гнізді, хоча деякі види здатні утворювати його під час польоту. Деякі групи птахів мовчазні, тому що видають лише механічні звуки, наприклад, лелеки лише клацають дзьобами. У деяких манакінів самці розвинули кілька механізмів утворення таких звуків, включаючи стрекотання, характерне для комах. Утворення звуків механічними засобами на відміну від сиринкса, зазвичай, має назву інструментальної музики (за визначенням Чарльза Дарвіна) або механічних звуків та, в роботах сучасніших авторів, сонації. Термін сонація зазвичай визначається як акт утворення невокальних звуків, що утворюються з певним призначенням, та є комунікаційними сигналами, які утворюються неголосовими структурами, такими як дзьоб, крила, хвіст та пір'я.

## Анатомія
Голосовим органом птахів є сиринкс. Це кісткова структура в основі трахеї (на відміну від гортані у трахеї ссавців). Сиринкс та інколи повітряні мішки, що оточують його, резонують у відповідь на вібрації, що створюються мембранами, повз які проходить повітря при диханні. Птах контролює частоту звуку зміною напруження мембран. Він контролює як частоту, так і гучність, змінюючи швидкість видоху. Птахи здатні незалежно контролювати обидва боки трахеї, тому деякі види утворюють дві головні частоти одночасно.

## Соціальні аспекти та етологія

### Функція
Зазвичай, вважається, що спів птахів розвинувся передусім у результаті статевого відбору як елемент статевої поведінки, зокрема залицяння і привертання самиць самцями. Крім того, іншою важливою функцією співу є позначення території. За даними експериментів, якість вокалізації є індикатором пристосованості до умов довкілля. Також, за даними експериментів, на характеристики та частоту співу можуть впливати паразити та хвороби, тож вокалізація є прямим індикатором здоров'я. Репертуар співу також є важливим індикатором пристосованості, здатності самців привертати самиць та позначати територію. Часто різні за функцією типи співу продукуються лише протягом певного сезону або у різні частини доби, коли потрібне виконання певної функції, і лише протягом цього часу вони сприймаються іншими птахами. Наприклад, самець західного соловейка продукує спів, призначений для привертання самок, лише уночі (коли співають лише неспаровані самці), а спів, призначений для позначення території, — майже виключно протягом ранкового хору (коли співають всі самці).
Голосові сигнали використовують передусім для комунікації. Таке спілкування здійснюється як в межах одного виду, так і між видами. Спільні сигнали часто використовують для привертання індивідуальних птахів до зграї. Ці голосові сигнали характеризуються широким спектром і різким початком і закінченням, а їх повторення, звичайні серед багатьох видів, як вважається, корисні для визначення розташування зграї. Сигнали попередження про небезпеку, на відміну від них, у більшості видів характеризуються високою частотою звука, що утруднює визначення положення птаха, який видає такий сигнал.
Часто птахи можуть дуже добре розрізняти голосові сигнали, що дозволяє їм розпізнавати один одного за голосом. Зокрема, багато птахів, що гніздяться в колоніях, так розпізнають своїх пташенят. Інколи голосові сигнали достатньо відмінні, що розпізнавати індивідуальних птахів можуть навіть люди, це використовують, наприклад, в екологічних дослідженнях.
Багато птахів здатні подавати сигнали дуетом. Деколи такі дуети настільки синхронізовані, що звучать як один голосовий сигнал. Такі сигнали називають антифонними. Дуетні сигнали відмічені у багатьох родин птахів, включаючи фазанових, саванних сорокопудів, тимелієвих та деяких сов і папуг. Серед сухопутних співочих птахів, птахи найчастіше видають подібні сигнали у разі вторгнення чужаків на їхню територію, пропонуючи роль таких сигналів у межвидовій конкуренції.
Деякі птахи здатні дуже добре імітувати голосові сигнали. У деяких птахів, таких як дронго, імітування сигналів може служити для формування багатовидових зграй.
Деякі печерні види, такі як гуахаро і салангани (роди Collocalia та Aerodramus) використовують звуки слухового діапазону (переважно від 2 до 5 кГц) для ехолокації в темній печері.

### Мова та характеристики вокалізації
Мова птахів протягом довгого часу була темою міфів та легенд. Дуже давно було відомо, що голосові сигнали мають певне значення, що відповідним чином інтерпретується слухачами. Свійські кури, наприклад, мають різні сигнали у відповідь на наближення повітряних та наземних хижаків, та відповідним чином відповідають на них. Проте, мова, на додаток до окремих слів, повинна мати і певні граматичні структури та правила. Дослідження подібних структур у птахів є досить важкими через велику кількість можливих інтерпретацій. У одному дослідженні, проте, дослідникам вдалося продемонструвати здатність папуг до утворення граматичних структур, включаючи наявність таких понять як іменник, дієслово та прикметник. Дослідження голосових сигналів шпаків також показали наявність рекурсивних структур.
Зазвичай при описі мови птахів мисливцями та натуралістами виділяють 5 головних типів звуків: заклик, пісня, територіальний сигнал, залицяння і тривога. Перші чотири становлять «базову» поведінку і подаються при відносній безпеці та спокої, тоді як останній означає присутність хижака або іншої загрози. У межах кожної категорії значення звуків залежить від модуляції голосу, руху тіла та контексту.
Слух птахів може виходити за межі слуху людини, опускаючись у деяких видів як нижче 50 Гц, так і вище за 20 кГц, із максимальною чутливістю загалом між 1 і 5 кГц. Діапазон частот голосових сигналів залежить від умов навколишнього середовища, перш за все наявних шумів. Зазвичай вузькі частотні діапазони, низькі частоти, низькочастотна модуляція та довга тривалість звуків та інтервалів між ними характерні для середовищ зі щільною рослинністю (що поглинає та приголомшує звуки), тоді як високі частоти, широкі діапазони, високочастотна модуляція та короткі елементи сигналів характерні для відкритих середовищ. Було також запропоновано теорію, що наявний частотний та часовий діапазон поділяється між різними птахами та їх видами, в результаті при його обмеженні довжина та частотна ширина звукових сигналів зменшуються, цей ефект відомий під назвою «акустичної ніші». Птахи співають голосніше та на вищих частотах в міських районах, де наявний значний низькочастотний шум.

### Діалекти
Вокалізація птахів навіть одного виду часто досить сильно відрізняється, утворюючи «діалекти». Ці діалекти можуть виникати як через різноманітність довкілля, так і внаслідок генетичного дрейфу, хоча явище мало досліджене, тож вплив окремих факторів залишається невідомим навіть для добре досліджених видів. Найкраще ці відмінності досліджені для співу під час шлюбного періоду. Проте наслідки цього явища не є однаковими й істотно відрізняються залежно від виду птахів.
Зазвичай самки, що виросли під впливом одного діалекту, не відповідають або відповідають гірше на спів самця того ж виду, що володіє іншим діалектом, що було продемонстровано, наприклад, для білокоронного горобця. З іншого боку, самки, що походять з районів, де поширені кілька діалектів або діалекти різних підвидів, не проявляють такої переваги до одного діалекту.
Подібно до самиць була досліджена і відповідь територіальних самців на спів чужаків. Так, зазвичай самці найсильніше відповідають на спів представників власного діалекту, слабкіше на представників свого виду з інших районів, і ще слабкіше на спів споріднених видів, а самці, що поділяють більше пісень з сусідами, краще охороняють свою територію.
У зв'язку з виникненням діалектів часто розглядається питання їх впливу на видоутворення, наприклад, це явище було продемонстроване у роботах з дослідження зябликів Дарвіна. Інші роботи, проте, вказують на суперечливість даних з цього приводу. В результаті загальність результату залишається спірною, а вплив екологічних чинників на цей процес вимагає нових досліджень.

## Навчання та контроль

### Загальні характеристики
Спів птахів різних видів досить сильно відрізняється один від одного та часто є характерною ознакою виду. Було показано, що саме спів часто є особливістю, що не дає змішуватися представникам споріднених видів, генетично близьких для створення життєздатного потомства. В сучасних дослідженнях спів зазвичай характеризується за допомогою акустичної спектроскопії. Види сильно відрізняються за складністю співу та за числом типів пісень, що може досягати до 3000 у бурого пересмішника; у деяких видів навіть окремі особини відрізняються за цією характеристикою. У кількох видів, таких як шпаки і пересмішники, спів включає випадкові елементи, запам'ятовані протягом життя птаха у формі мімікрії або «привласнення» (через те, що птах використовує звуки, характерні для інших видів). Ще в 1773 році було встановлено, що в експериментах з вирощування пташенят птахами інших видів, коноплянка була здатна вивчити спів звичайного жайворонка. У багатьох видів здається, що хоча основна пісня і однакова для всіх представників виду, молоді птахи вивчають деякі деталі співу від своїх батьків, при цьому варіації накопичуються, формуючи «діалекти».

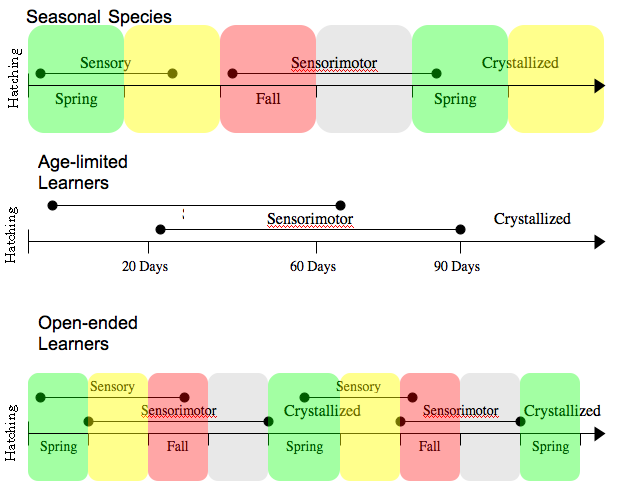
Час навчання співу у різних видів.

Зазвичай птахи вивчають пісні протягом початку життя, хоча певні особливості продовжують накопичуватися і пізніше, формуючи спів дорослого птаха. Зяблик-зебра, найпопулярніший модельний організм для дослідження співу птахів, формує спів, що нагадує дорослий, приблизно після 20 діб після вилуплення. До віку близько 35 днів пташеня вже повністю вивчає дорослий спів. Найраніші пісні є досить «пластичними» або піддані змінам, і птаху треба до 2—3 місяців для доведення співу до остаточною незмінної форми статево зрілих птахів.
Дослідження також вказують на те, що навчання співу є формою моторного навчання, що залучає ділянки базальних гангліїв. Часто моделі навчання птахів використовують як моделі вивчення мови людиною. У деяких видів, таких як зяблик-зебра, навчання обмежене першим роком життя, ці види називають «обмеженими за віком» або «закритими». Інші види, такі як канарки, здатні вивчати нові пісні навіть у статевозрілому віці, такі види називаються «відкритими» або «необмеженими за віком».
Дослідники висловлювали припущення, що навчання пісень через широке культурне спілкування дозволяє утворення міжвидових діалектів, що дозволяє птахам адаптуватися до різноманітніших акустичних оточень.
Навчання птахів від своїх батьків було вперше продемонстроване в експериментах Вільяма Торпі 1954 року. Вирощені в ізоляції від самців свого виду птахи здатні співати, а їх спів за загальними рисами зазвичай нагадує спів дорослих птахів, проте не має складних елементів та часто істотно відрізняється. Такий спів часто не здатний привертати самок. Крім співу батьків, пташенятам також важливо чути свій власний спів протягом сенсорімоторного періоду. Птахи, що втратили слух до кристалізації співу, продукують спів, що істотно відрізняється від характерного для цього виду.

### Переймання та імітація
Багато птахів здатні переймати спів не тільки свого виду, але й інших, більш або менш споріднених видів, залежно від птаха. Так, пташенята багатьох видів, вирощені батьками споріднених видів, часто здатні розвивати спів, що нагадує спів приємних батьків, та в деяких випадках навіть привертати самиць вже цього виду.
Інші птахи здатні переймати спів птахів інших видів, навіть коли вирощуються власними батьками. Кілька сотень видів в усьому світі здатні до такої імітації. Наприклад, назва пересмішник була надана цьому птаху саме за здатність копіювати звуки інших птахів та відтворювати їх у відповідь. Іншим відомим видом, здатним до копіювання, є звичайний шпак, зокрема в Північній Америці, куди цей птах був інтродукований з Європи, він «передражнює» навіть пересмішника. В Європі та Британії звичайний шпак є найвідомішим імітатором співу інших птахів, що часто відтворює звуки таких птахів як звичайний канюк, звичайна вивільга, великий кульон, сіра сова, качки і гусаки. В деяких випадках ці птахи здатні навіть імітувати голос немовля або навіть звуки падіння бомб під час Другої світової війни. За деякими даними в одному випадку шпак зімітував свисток футбольного судді, чим викликав непорозуміння під час гри.
Лучна очеретянка також до певного ступеня здатна імітувати спів інших птахів, а в її родички чагарникової очеретянки імітація співу інших птахів складає щонайменше 80 % всіх продукованих звуків. Деякі дослідники вірять, що ця доля становить 100%, а спірні 20% також були перейняті від недосліджених птахів або навіть від комах — обидва види очеретянки здійснюють далекі міграції, двічі на рік перетинаючи екватор в Африці, тобто можуть збирати звуки для імітації з величезної території. Новонароджені чагарникові очеретянки починають імітувати навколишні звуки у віці близько 1 місяця після вилуплення, цей процес продовжується протягом міграції та припиняється в січні, коли птаху вже 6-7 місяців, після цього птах втрачає здатність до навчання. За цей період птах встигає запам'ятати спів від 63 до 84 інших видів, з яких в середньому 31 європейський вид і 45 африканських. Деякі з цих африканських видів мають дуже обмежений ареал, через що дослідження співу кожного конкретного птаха дозволяє простежити маршрут його міграції.
Найбільш вражаючим та популярним серед людей прикладом імітації звуків птахами є імітація людської мови. Відомо кілька хвилястих папужок, що виросли у неволі, чий репертуар сягав до 550 слів. Крім того, дуже добрими здатностями для імітації мови людини володіють африканський сірий папуга, австралійські папуги, такі як великий жовточубий какаду і південноамериканські амазони. Александер фон Гумбольдт під час дослідження Південної Америки описав випадок, коли йому вдалося почути від папуги «мертву мову» знищеного племені. В Європі, де папуги до кінця XV століття були відомі досить мало, здатністю імітувати голос людини були відомі деякі представники родини воронових, такі як галка, сорока і крук.
Проте точні причини такої імітації невідомі. Найімовірнішим є ускладнення власного співу, проте яку користь це може принести птаху, все ще залишається предметом досліджень.
Зрозумілішими є випадки привласнення голосових сигналів, а не співу птахів. Наприклад, товстодзьоба еуфонія часто видає сигнал загрози інших видів під час наближення потенційного хижака до її гнізда, залишаючись сама у безпеці. Подібна поведінка характерна і для звичайної сойки та червоноголової горихвістки. В інших випадках імітацію використовують для заманювання жертви у пастку, так панамський чорноспинний лісовий сокіл здатний імітувати заклики про допомогу своїх жертв, а потім ловити птахів, що на них прилетіли.

### Нейрофізіологія

Шлях навчання співу

В контролі голосових сигналів беруть участь такі відділи мозку:
- Шлях формування співу: складається з верхнього вокального центру (high vocal center або hyperstriatum ventralis pars caudalis, HVC), твердого ядра аркопілліума (rubust nucleus of arcopillium, RA) і частини під'язикового ядра, що веде до трахеї та сиринкса (tracheosyringeal nerve, nXIIts)[62][63];
- Передня частина переднього мозку, що відповідає за навчання: складається з латеральної частини магноцелюлярного ядра переднього нового смугастого тіла (lateral part of the magnocellular nucleus of anterior neostriatum, LMAN, гомолога базальних гангліїв ссавців), області X (частини базальних гангліїв) і дорсально-латерального відділу середнього таламусу (DLM).

Обидва шляхи демонструють статевий диморфізм, зазвичай розвиненіші у самців. Було відмічено, що ін'єкція тестостерону нездатним для співу самицям стимулює ріст HVC і в деяких випадках приводить до виникнення здатності до співу.
Вважається, що утворення співу починається у nucleus uvaeformis таламуса, при цьому сигнали утворюються уздовж шляху, що закінчується на сиринксі. Цей шлях також включає поверхневе ядро nidopallium, HVC, RA, дорсально-латеральний відділ середнього таламусу і нерв трахеї та сиринкса. В літературі також висувалося припущення, що HVC відповідає за утворення складів, тоді як тверде ядро аркопілліума відповідає за чергування складів та формування нот в межах складу.
Під час навчання співу збільшується експресія гену FOXP2, дефекти якого впливають на здатність до розмови та розуміння людини. Також у навчанні грає роль вентральна область покришки (ventral tegmental area, VTA), що посилає сигнал дофаміну до паранюхової долі, області X, LMAN та вентролатераного мозку.
Головним напрямком досліджень нейрофізіологічних аспектів навчання було дослідження методів вивчання співу батьків та зворотний зв'язок з власним співом і його подальша корекція. Експерименти з пошкодження певних відділів мозку виявили такі ефекти:
- Пошкодження шляху формування співу (RA, xXII or HVc) викликає серйозне порушення утворення співу у всіх птахів[66];
- Пошкодження частин передньої частини передньмозкового шляху, або шляху вокального навчання (DLM і область X) приводить до порушення навчання у всіх птахів[67];
- Пошкодження LMAN, розташованого у передній частині переднього мозку, у молодих птахів також викликає порушення навчання, але лише у молодих птахів[67];
- Пошкодження LMAN у дорослих птахів на має ефекту[67];
- Пошкодження LMAN у дорослих канарок, що характеризуються «відкритим навчанням», викликає порушення співу на всіх етапах життя[67].

Ці результати показують, що область LMAN є єдиною областю, що характеризується нейропластичністю, а подальші дослідження показали активізацію цієї області у відповідь на власний спів птаха. Ця нейропластичність критична для вивчання нових варіантів співу та необхідна для створення повноти спектру пісень.
Для подальшого дослідження мозкової активності були проведені експерименти зі зміни звуків, які чує птах. За допомогою комп'ютера були відтворені лише певні частини співу або додані окремі звуки, відсутні в співі. В результаті ці дії викликали декристалізацію співу, зокрема втрату як спектральних, так і часових характеристик співу, спів дорослого птаха починав нагадувати спів молодого птаха. Проте при припиненні штучного спотворення співу, птах поступово повертав оригінальні характеристики. Ці результати продемонстрували збереження значної долі пластичності навіть у птахів із «закритим навчанням», що може бути результатом пластичності області LMAN.

## Ідентифікація і систематика

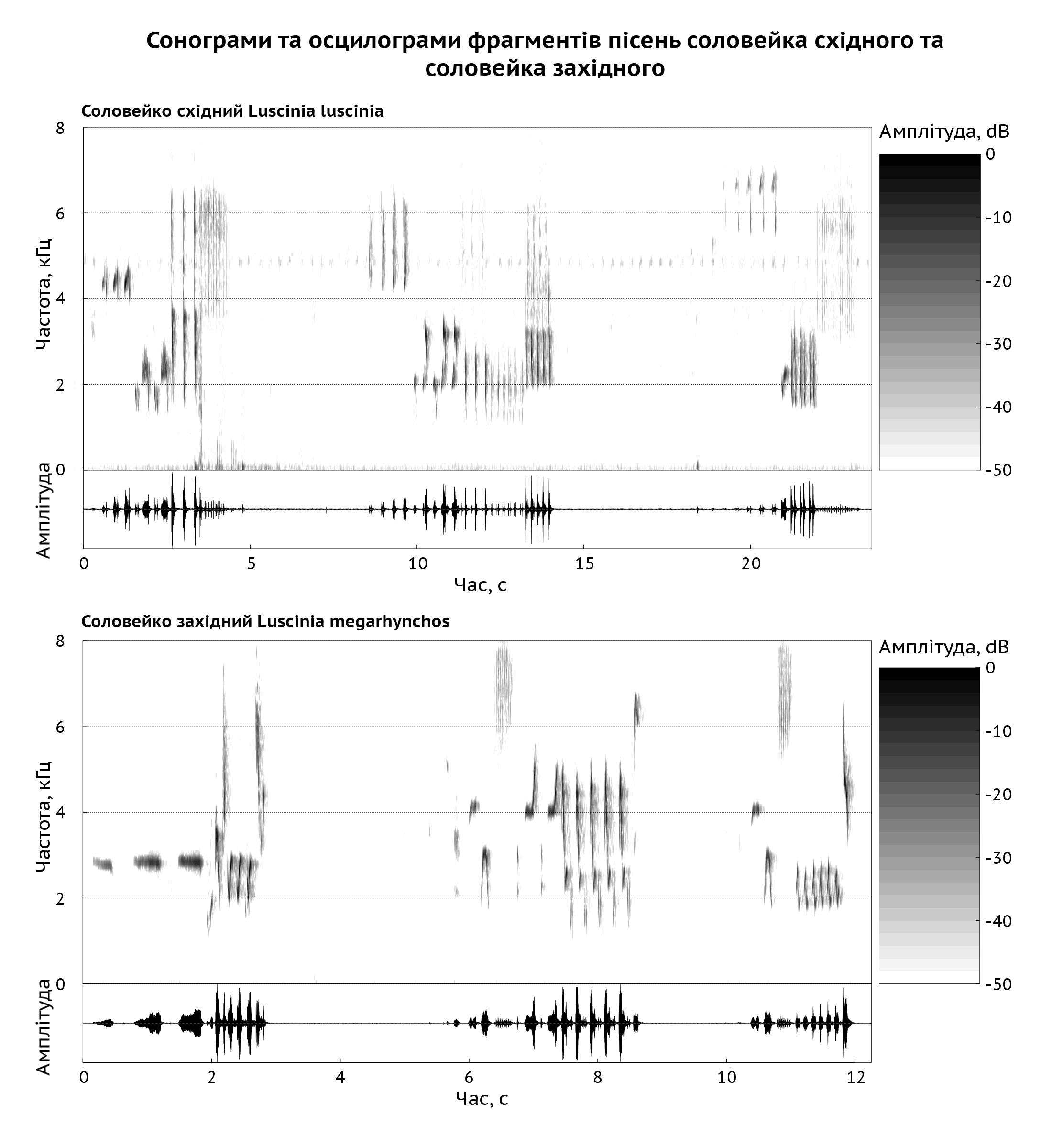
Сонограми фрагментів пісень соловейків звичайного Luscinia luscinia та південного Luscinia megarhynchos дають можливість надійно розрізнити ці два види за голосом.

Специфічність вокалізації птахів часто використовують для визначення видів. Зазвичай голосові сигнали описують словами або складами, інколи лінійними діаграмами. Для опису часто використовують такі слова як крякання, чирикання і щебетання. Ці терміни, проте, сильно залежать від уявлень спостерігача та можуть посилатися на досить різні звуки. Інколи для опису використовують цілі осмислені фрази, наприклад для опису голосових сигналів смугастої сови англійською мовою часто використовують фразу Who cooks for you? Who cooks for you all? з наголосом на you.

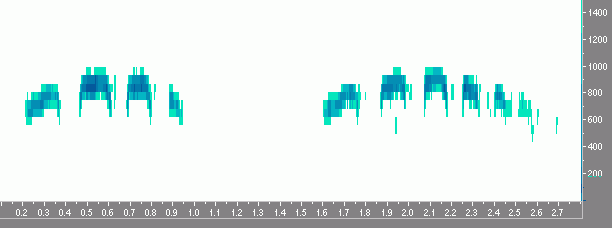
Сонограма малої горлиці,

Використання спектрограм для візуалізації голосових сигналів було впроваджене Вільямом Торпі в 1958 році. Ці візуальні репрезентації зазвичай називаються сонограмами. Багато сучасних визначників птахів використовують сонограми голосових сигналів та співу птахів для ототожнення видів. Сонограми є об'єктивнішим за описові фрази методом документації, проте їх інтерпретація вимагає певного досвіду. Також сонограми можуть бути приблизно перетворені назад на звук.
Визначення видів за співом основується на спостереженні, що спів у більшості випадків є невіддільною частиною залицяння і є одним з презиготичних механізмів видоутворення. Багато алопатричних (із різними ареалами) підвидів проявлять відмінності в голосових сигналах та співі. Часто ці відмінності незначні, помітні лише при детальному аналізі сонограм. Проте разом з іншими таксономічними характеристиками подібні відмінності можуть використовувати для ідентифікації нових видів. Використання вокалізації є причиною розщеплення видових комплексів, наприклад чагарникових жайворонків.

## Спів птахів і музика
Серед музикознавців існує думка, що спів птахів значно вплинув на розвиток музики. Силу цього впливу встановити досить важко. Проте відомо, що деякі композитори вставляли спів птахів чи його імітацію у свої твори.
Головними шляхами впливу співу птахів на музику є натхнення під дією співу, свідома імітація співу або пряме вставлення записів співу в музичні твори. Одним з найраніших відомих прикладів імітації співу птахів засобами музичних інструментів є Le Chant Des Oiseaux («Спів птахів») Клемана Жаннекена, написана в XVI столітті. Іншими прикладами є Sonata Representativa («Показова соната») Генріха Бібера, «Зозуля» Куперена, імітація співу птахів з'являється і в творах великої форми (наприклад у Шостій симфонії Бетховена чи в опері «Зігфрід» Вагнера).
У XX столітті найяскравіше втілив спів птахів у творчості французький композитор Олів'є Мессіан, який цікавився орнітологією. Йому належить 7-частинний «Каталог птахів» для фортепіано, духових і ударних, а також «Пробудження птахів» для оркестру, де імітація пташиного співу лягає в основу музичної тканини творів. Спів птахів міститься і в багатьох інших його творах, наприклад «Квартеті на кінець світу» чи «20 поглядах на немовля Ісуса». Імітація пташиного співу проникла і в джаз, зокрема в твори Flyway («Міграційний маршрут») Пола Вінтера і Grandma Mickey («Бабусін Мікі») Джеффа Сірвербуша.
Ймовірно, першим, хто використав у своєму творі безпосередньо аудіозаписи співу птахів, був італійський композитор Отторіно Респігі у творі Pini di Roma («Римські сосни», 1923–1924). Через кілька років Респігі написав твір Gli Uccelli («Птахи»), оснований на творах стилю Бароко, що містили імітацію співу птахів.
Фінський композитор Ейноюхані Раутаваара в 1972 році написав оркестровий твір Cantus Arcticus, знаний як «Концерт для птахів з оркестром», із значним використанням записів співу птахів Арктики, таких як лебеді, що прилітають туди улітку.
Американський джазовий музикант Ерік Долфі часто слухав птахів перед тим, як практикуватися у грі на флейті. Він стверджував, що в результаті елементи співу птахів входили до складу його імпровізацій.
В психоделічній музиці 1960-х і 1970-х багато рок-гуртів включали спів птахів як звукові ефекти до своїх творів. Англійська група Пінк Флойд включала спів до багатьох пісень своїх альбомів 1969 року Soundtrack from the Film More і Ummagumma. Подібно до них і англійська співачка Кейт Буш включила спів птахів як звуковий ефект до більшості пісень альбому 2005 року Aerial.
Наприкінці 20 століття виник навіть окремий напрямок музикології — зоомузикологія, присвячений дослідженню музики тварин, засновником якої вважають французького композитора Франсуа-Бернара Маша. Його робота Musique, mythe, nature, ou les Dauphins d'Arion (1983), в якій автор розповідає про музику тварин і зв'язки людини з природою, також включала і розділ з «орнітомузикології».

### Виноски
1. 1 2  Ehrlich, Paul R., David S. Dobkin, and Darryl Wheye. "Bird Voices" and "Vocal Development" from Birds of Stanford essays. Архів оригіналу за 7 квітня 2012. Процитовано 9-Sep-2008.
2. ↑  И. Р. Бёме (2006). Формирование вокализации воробьиных птиц (Passeriformes) в онтогенезе. Современное состояние проблемы. Журнал общей биологии. 67 (4): 268—279. PMID 17022487. Архів оригіналу за 23 жовтня 2008. Процитовано 5 квітня 2009. синопсіс [Архівовано 25 жовтня 2008 у Wayback Machine.]
3. ↑  Howell, Steve N. G., and Sophie Webb (1995). A Guide to the Birds of Mexico and Northern Central America. Oxford University Press. ISBN 0-19-854012-4.
4. ↑  Bostwick, Kimberly S. and Richard O. Prum (2005). Courting Bird Sings with Stridulating Wing Feathers. Science. 309 (5735): 736. doi:10.1126/science.1111701. PMID 16051789.
5. ↑  Manson-Barr, P. and Pye, J. D. (1985). Mechanical sounds. In A Dictionary of Birds (ed. B. Campbell and E. Lack), pp. 342–344. Staffordshire: Poyser.
6. 1 2  Bostwick, Kimberly S. and Richard O. Prum (2003). High-speed video analysis of wing-snapping in two manakin clades (Pipridae: Aves). The Journal of Experimental Biology. 206: 3693—3706. doi:10.1242/jeb.00598. PMID 12966061. Архів оригіналу за 29 березня 2010. Процитовано 27 жовтня 2008.
7. ↑  Read, A. W. and D. M. Weary (1990). Sexual selection and the evolution of bird song: A test of the Hamilton-Zuk hypothesis. Behavioral Ecology and Sociobiology. 26 (1): 47—56. doi:10.1007/BF00174024. Архів оригіналу за 24 вересня 2019. Процитовано 8 листопада 2008.
8. ↑  Garamszegi, L. Z., A. P. Møller, János Török, Gábor Michl, Péter Péczely and Murielle Richard (2004). Immune challenge mediates vocal communication in a passerine bird: an experiment. Behavioral Ecology. 15 (1): 148—157. doi:10.1093/beheco/arg108.
9. ↑  Redpath, S. M., Bridget M Appleby, Steve J Petty (2000). Do male hoots betray parasite loads in Tawny Owls?. Journal of Avian Biology. 31 (4): 457—462. doi:10.1034/j.1600-048X.2000.310404.x.
10. ↑  Reid, J. M., Peter Arcese, Alice L. E. V. Cassidy, Sara M. Hiebert, James N. M. Smith, Philip K. Stoddard, Amy B. Marr, and Lukas F. Keller (2005). Fitness Correlates of Song Repertoire Size in Free-Living Song Sparrows (Melospiza melodia). The American Naturalist. 165: 299—310. doi:10.1086/428299.
11. ↑  A. P. Møller, J. Erritzøe, L. Z. Garamszegi (2005). Covariation between brain size and immunity in birds: implications for brain size evolution (PDF). Journal of Evolutionary Biology. 18 (1): 223—237. doi:10.1111/j.1420-9101.2004.00805.x. Архів оригіналу (PDF) за 12 квітня 2016. Процитовано 8 листопада 2008.
12. ↑  Roth T, Sprau P, Schmidt R, Naguib M, Amrhein V (2009). Sex-specific timing of mate searching and territory prospecting in the nightingale: nocturnal life of females. Proc Biol Sci. PMID 19324798.
13. ↑  Marler, P. (1955). Characteristics of some animal calls. Nature. 176: 6—8. doi:10.1038/176006a0.
14. ↑  Lengagne, T., J. Lauga and T. Aubin (2001). Intra-syllabic acoustic signatures used by the King Penguin in parent-chick recognition: an experimental approach (PDF). The Journal of Experimental Biology. 204: 663—672. Архів оригіналу (PDF) за 30 вересня 2007. Процитовано 8 листопада 2008.
15. ↑  Wayne Delport, Alan C Kemp, J. Willem H Ferguson (2002). Vocal identification of individual African Wood Owls Strix woodfordii: a technique to monitor long-term adult turnover and residency. Ibis. 144 (1): 30—39. doi:10.1046/j.0019-1019.2001.00019.x.
16. ↑  Thorpe, W. H. (Antiphonal singing in birds as evidence for avian auditory reaction time). Antiphonal Singing in Birds as Evidence for Avian Auditory Reaction Time. Nature. 197: 774—776. doi:10.1038/197774a0.
17. ↑  Stokes, A., W. and H. W. Williams (1968). Antiphonal calling in quail. Auk. 85: 83—89.
18. ↑  Harris, Tony; Franklin, Kim (2000). Shrikes and Bush-Shrikes. Princeton University Press. с. 257–260. ISBN 0-691-07036-9.
19. ↑  Osmaston, B. B. (1941). "Duetting" in birds. Ibis. 5: 310—311. doi:10.1111/j.1474-919X.1941.tb00620.x.
20. ↑  Power, D. M. (1966). Antiphonal duetting and evidence for auditory reaction time in the Orange-chinned Parakeet. Auk. 83: 314—319.
21. ↑  Hyman, Jeremy (2003). Countersinging as a signal of aggression in a territorial songbird (PDF). Animal Behaviour. 65: 1179—1185. doi:10.1006/anbe.2003.2175. Архів оригіналу (PDF) за 8 березня 2012. Процитовано 8 листопада 2008.
22. ↑  Goodale, E. and Kotagama, S. W. (2005). Testing the roles of species in mixed-species bird flocks of a Sri Lankan rain forest. Journal of Tropical Ecology. 21: 669—676. doi:10.1017/S0266467405002609.
23. ↑  Suthers RA and Hector DH (1985). The physiology of vocalization by the echolocating Oilbird, Steatornis caripensis. J. Comp. Physiol. 156 (2): 243—266. doi:10.1007/BF00610867.
24. ↑  Suthers RA and Hector DH (1982). Mechanism for the production of echolocating clicks by the Grey Swiftlet, Collocalia spodiopygia. J. Comp. Physiol. A. 148: 457—470. doi:10.1007/BF00619784.
25. ↑  Coles RB, Konishi M and Pettigrew JD (1987). Hearing and echolocation in the Australian Grey Swiftlet, Collocalia spodiopygia. J. Exp. Biol. 129: 365—371.
26. ↑  Collias, N. E. (1987). The vocal repertoire of the Red Junglefowl: A spectrographic classification and the code of communication. The Condor. 89: 510—524. doi:10.2307/1368641.
27. ↑  Evans, C. S., Macedonia, J. M., and Marler, P. (1993). Effects of apparent size and speed on the response of chickens, Gallus gallus, to computer-generated simulations of aerial predators. Animal Behaviour. 46: 1—11. doi:10.1006/anbe.1993.1156.
28. ↑  Pepperberg, I.M. (2000). The Alex Studies: Cognitive and Communicative Abilities of Grey Parrots. Harvard University Press.
29. ↑  Marcus, Gary F. (27 квітня 2006). Language: Startling starlings. Nature. 440 (7088): 1117—1118. doi:10.1038/4401117a. ISSN 0028-0836.
30. ↑  Young, Jon, and Gardoqui, Dan (2008). Bird Language Intensive Workshop Presentation. Regenerative Design Institute. Архів оригіналу за 7 квітня 2012. Процитовано 3 квітня 2019.
31. ↑  Dooling, R.J. (1982). Auditory perception in birds. Acoustic Communication in Birds, Vol. 1 (eds D.E. Kroodsma & E.H. Miller). с. 95—130.
32. ↑  Møller AP, J. Erritzøe, L. Z. Garamszegi (2005). Covariation between brain size and immunity in birds: implications for brain size evolution (PDF). Journal of Evolutionary Biology. 18 (1): 223—237. doi:10.1111/j.1420-9101.2004.00805.x. Архів оригіналу (PDF) за 12 квітня 2016. Процитовано 8 листопада 2008.
33. ↑  Boncoraglio, G. and Nicola Saino (2007). Habitat structure and the evolution of bird song: a meta-analysis of the evidence for the acoustic adaptation hypothesis. Functional Ecology. 21: 134—142. doi:10.1111/j.1365-2435.2006.01207.x.
34. ↑  Morton, E.S. (1975). Ecological sources of selection on avian sounds. American Naturalist. 109: 17—34. doi:10.1086/282971.
35. ↑  Krause, Bernard L. (1993). The Niche Hypothesis (PDF). The Soundscape Newsletter. 06. Архів оригіналу (PDF) за 7 березня 2008. Процитовано 8 листопада 2008.
36. ↑  Henrik Brumm (2004). The impact of environmental noise on song amplitude in a territorial bird. Journal of Animal Ecology. 73 (3): 434—440. doi:10.1111/j.0021-8790.2004.00814.x.
37. ↑  Slabbekoorn, H. and Peet, M. (2003). Birds sing at a higher pitch in urban noise. Nature. 424: 267. doi:10.1038/424267a.
38. 1 2 3  Slabbekoorn H, Smith TB (2002). Bird song, ecology and speciation. Philos Trans R Soc Lond B Biol Sci. 357 (1420): 493—503. PMID 12028787. Процитовано 7 січня 2011.{{cite journal}}:  Обслуговування CS1: Сторінки з параметром url-status, але без параметра archive-url (посилання)
39. ↑  Baker, M. C. Vocal dialect recognition and population genetic consequences. Am. Zool. 22: 561—569.
40. ↑  Baker, M. C. (1983). The behavioural responses of female Nuttall’s white-crowned sparrows to male song of natal and alien dialects. Behav. Ecol. Sociobiol. 12: 309—315.
41. ↑  Chilton, G. & Lein, M. R. (1996). Song and sexual responses of female white-crowned sparrows Zonotrichia leucophrys from a mixed-dialect population. Behaviour. 133: 173—198.
42. ↑  Chilton, G., Lein, M. R. & Baptista, L. F. (1990). Mate choice by female white-crowned sparrows in a mixed-dialect population. Behav. Ecol. Sociobiol. 27: 223—227.
43. ↑  Milligan, M. M. & Verner, J. (1971). Inter-population song dialect discrimination in the white-crowned sparrow. Condor. 73: 208—213.
44. ↑  Beecher, M. D., Campbell, S. E. & Nordby, J. C. (2000). Territory tenure in song sparrows is related to song sharing with neighbours, but not to repertoire size. Anim. Behav. 59: 29—37.
45. 1 2  Ratcliffe, L. M. & Grant, P. R. (1985). Species recognition in Darwin’s finches (Geospiza, Gould). III. Male responses to playback of different song types, dialects and heterospecific songs. Anim. Behav. 33: 290—307. doi:10.1016/S0003-3472(85)80143-3).
46. ↑  Zink, R. M. (1985). Genetic population structure and song dialects in birds. Behav. Brain Sci. 8: 118—119.
47. ↑  Petrinovich, L. (1985). An unbalanced survey of bird-song research: smoke gets in your eyes. Behav. Brain Sci. 8: 113—114.
48. ↑  Jeffrey Podos (2001). Correlated evolution of morphology and vocal signal structure in Darwin's finches. Nature. 409: 185—188. doi:10.1038/35051570. Архів оригіналу за 30 грудня 2008. Процитовано 7 січня 2011.
49. ↑  Barrington, D. (1773). Experiments and observations on the singing of birds. Philosophical Transactions of the Royal Society of London. 63: 249—291. doi:10.1098/rstl.1773.0031.
50. ↑  Marler, P., & M. Tamura (1962). Song dialects in three populations of the white-crowned sparrow. Condor. 64: 368—377. doi:10.2307/1365545.
51. ↑  Brainard, M. S. and Doupe, A. J. (2002). What songbirds teach us aboutl earning. Nature. 417: 351—358. doi:10.1038/417351a.
52. 1 2  Nottebohm, F. (2005). The Neural Basis of Birdsong. PLoS Biol. 3 (5): 163. doi:10.1371/journal.pbio.0030164.{{cite journal}}:  Обслуговування CS1: Сторінки із непозначеним DOI з безкоштовним доступом (посилання)
53. ↑  Teramitsu I, Kudo LC, London SE, Geschwind DH, White SA (2004). Parallel FoxP1 and FoxP2 expression in songbird and human brain predicts functional interaction. J. Neurosci. 24 (13): 3152—63. doi:10.1523/JNEUROSCI.5589-03.2004. PMID 15056695. Архів оригіналу за 23 лютого 2009. Процитовано 29 березня 2009.
54. ↑  Nottebohm, F. (2004). The road we travelled: discovery, choreography, and significance of brain replaceable neurons. Ann. N. Y. Acad. Sci. 1016: 628—658. doi:10.1196/annals.1298.027.
55. ↑  Brenowitz, Eliot A. and Michael D. Beecher (2005). Song learning in birds: diversity and plasticity, opportunities and challenges (PDF). Trends in Neurosciences. 28 (3): 127—132. doi:10.1016/j.tins.2005.01.004. Архів оригіналу (PDF) за 12 лютого 2022. Процитовано 4 червня 2022.
56. ↑  Slater, P. J. B. (1989). Bird song learning: causes and consequences. Ethol. Ecol. Evol. 1: 19—46.
57. ↑  Thorpe, W. (1954). The process of song-learning in the chaffinch as studied by means of the sound spectograph. Nature. 173: 465—469. doi:10.1038/173465a0.
58. ↑  Konishi, M. (1965). The role of auditory feedback on the control of vocalization in the white-crowned sparrow. Zeitschrift fur Tierpsychologie. 22: 770—783.
59. 1 2 3  The language of birds: Vocal appropriation. Listen to Nature. British Library. Архів оригіналу за 7 квітня 2012. Процитовано 29 березня 2009.
60. ↑  The language of birds: "Talking" birds. Listen to Nature. British Library. Архів оригіналу за 7 квітня 2012. Процитовано 29 березня 2009.
61. ↑  The language of birds: Calls as deceitful mimicry. Listen to Nature. British Library. Архів оригіналу за 7 квітня 2012. Процитовано 29 березня 2009.
62. ↑  Brainard, M. S. and Doupe, A. J. (2000). Auditory feedback in learning and maintenance of vocal behavior. Nature Rev. Neurosci. 1: 31—40. doi:10.1038/35036205.
63. ↑  Carew, Thomas J. (2000). Behavioral Neurobiology: The Cellular Organization of Natural Behavior. Sinauer Associates, Inc. ISBN 978-0-87893-092-0.
64. ↑  Bottjer, S. W. Halsema, E. A. and Arnold A. P. (1984). Forebrain lesions disrupt development but not maintenance of song in passerine birds. Science. 224: 901—903. doi:10.1126/science.6719123. PMID 6719123.
65. ↑  Scharff C, Haesler S (2005). An evolutionary perspective on FoxP2: strictly for the birds?. Curr. Opin. Neurobiol. 15 (6): 694—703. doi:10.1016/j.conb.2005.10.004.
66. ↑  Nottebohm, F.,Stokes, T. M. and Leonard, C. M. (1976). Central control of song in the canary, Serinus canarius. J. Comp. Neurol. 165: 457—486. doi:10.1002/cne.901650405.
67. 1 2 3 4  Bottjer, S. W. Halsema, E. A. and Arnold A. P. (1984). Forebrain lesions disrupt development but not maintenance of song in passerine birds. Science. 224: 901—903. doi:10.1126/science.6719123. PMID 6719123.
68. ↑  Doupe, A. J. (1997). Song –and order – selective neurons in the songbird anterior forebrain and their emergence during vocal development. J. Neurosci. 17: 1147—1167.
69. ↑  Brainard, M. S. and Doupe, A. J. (2002). What songbirds teach us about learning. Nature. 417: 351—358. doi:10.1038/417351a.
70. ↑  Brainard, M. S. and Doupe, A. J. (2000). Auditory feedback in learning and maintenance of vocal behavior. Nature Rev. Neurosci. 1: 31—40. doi:10.1038/35036205.
71. ↑  Leonardo, A., Konishi, M. (1999). Decrystallization of adult birdsong by perturbation of auditory feedback. Nature. 399: 466—470. doi:10.1038/20933.
72. ↑  Brainard, M. S. and Doupe, A. J. (2000). Interruption of a basal ganglia-forebrain circuit prevents plasticity of learned vocalizations. Nature. 404: 762—766. doi:10.1038/35008083.
73. ↑  Saunders, Aretas A (1951) Guide to Bird Songs. Doubleday and Company
74. ↑  Sibley, David (2000). The Sibley Guide to Birds. Knopf. ISBN 0-679-45122-6.
75. ↑  Thorpe, W. H. (1958). The learning of song patterns by birds, with especial reference to the song of the chaffinch Fringilla coelebs. Ibis. 100: 535—570. doi:10.1111/j.1474-919X.1958.tb07960.x.
76. ↑  Slater, P. J. B. (2003). Fifty years of bird song research: a case study in animal behaviour. Animal Behaviour. 65: 633—639. doi:10.1006/anbe.2003.2051.
77. ↑  Robbins, Chandler S., Bertel Bruun, Herbert S. Zim, Arthur Singer (2001). Birds of North America : A Guide To Field Identification. Golden Guides from St. Martin's Press. ISBN 1-58238-090-2.
78. ↑  Meijer, P.B.L. (1992). An Experimental System for Auditory Image Representations. IEEE Transactions on Biomedical Engineering. 39 (2): 112—121. doi:10.1109/10.121642. Архів оригіналу за 23 лютого 2009. Процитовано 29 березня 2009.
79. ↑  US Patent. 20030216649. Audible output sonogram analyzer. Архів оригіналу за 29 серпня 2007. Процитовано 29 березня 2009.
80. ↑  Alström, P. & Ranft, R. (2003). The use of sounds in avian systematics, and the importance of bird sound archives. Bulletin of the British Ornithologists' Club Supplement. 123A: 114—135.
81. ↑  Alström, P. (1998). Taxonomy of the Mirafra assamica complex (PDF). Forktail. 13: 97—107. Архів оригіналу (PDF) за 7 березня 2008. Процитовано 29 березня 2009.
82. ↑  Matthew Head (1997). Birdsong and the Origins of Music. Journal of the Royal Musical Association. 122 (1): 1—23. doi:10.1093/jrma/122.1.1.
83. ↑  Clark, Suzannah (2001). Music Theory and Natural Order from the Renaissance to the Early Twentieth Century. {{cite book}}: Проігноровано |journal= (довідка)
84. ↑  Griffiths, A Technique for the End of Time (1985)